# Goebeliella cornigera
Goebeliella cornigera är en bladmossart som först beskrevs av William Mitten, och fick sitt nu gällande namn av Franz Stephani. Goebeliella cornigera ingår i släktet Goebeliella och familjen Goebeliellaceae. Inga underarter finns listade i Catalogue of Life.